# マグナート

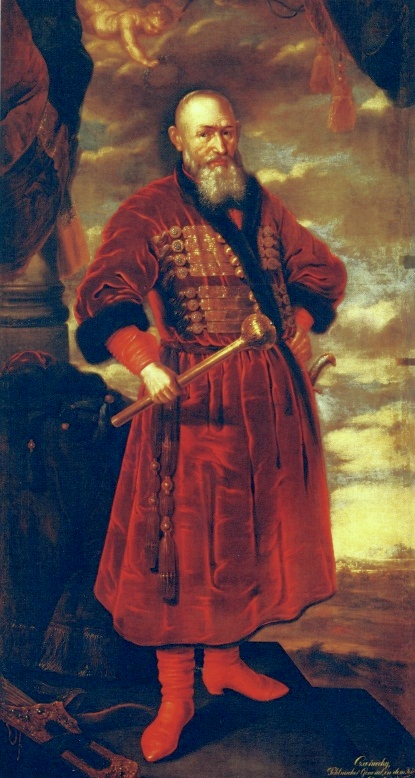
ポーランドのマグナート（17世紀）
この人物はポーランド国歌の歌詞で言及される王国元帥のステファン・チャルニェツキ

マグナート（magnat, magnate）は、ヨーロッパにおいて血筋や富などによって社会的に高い地位にある人物や貴族を指す。中世には、伯爵、公爵、プリンス（領国主）など領地を持つ貴族をマグナートと呼び、男爵とは区別することがあった。語源はラテン語で「偉大」という意味の言葉 magnus で、これが俗ラテン語で偉人を意味する magnas となった。
特にポーランド王国（後にポーランド・リトアニア共和国）では、マグナートと呼ばれる貴族階級が富と力を独占した。ポーランドのマグナートと同じような階級の例としては、中世後期以降のスペインで最高位の貴族を表すグランデ（grandee）や、中世スウェーデンの領主を現すストーマン（storman）があるが、これの単語はいずれも「偉人」という言葉から派生している。
またマグナートは、ハンガリー王国の上院議員（イギリスの貴族にあたる）を指す意味もあり、この議会は特にマグナート院（Főrendiház）と呼ばれる。

## ポーランド・リトアニアのマグナート
ポーランド・リトアニア共和国では、貴族階級（シュラフタ）に属する者は法的にはその民族的出自や財産の多寡にかかわらず、全て対等だった。したがって、マグナートは特に法律で決められたわけではない非公式な肩書きで、膨大な資産を持つ非常に裕福な貴族を指した。マグナート、すなわち大貴族たちは、下級貴族や君主（Król）と政治支配力をめぐって張り合った。この時代の状態を「黄金の自由」と呼ぶ。1569年のルブリン合同の後、内外の経済事情が大きく変わってきたためマグナートへの土地集中に拍車がかかり、17世紀後半頃から、マグナートは共和国の権力争いに競り勝ち、国内の領土のほとんどはマグナートの手中に収まった。マグナートは小貴族たちを買収し、地方議会であるセイミクはもちろん、国会であるセイムも掌握した。さらに政府や聖職者の高位もマグナート出身者が占めたことから、国王の側近会議であるセナト（元老院）も彼らの手中にあった。
マグナートは膨大な領地からの収入に加え、セナトなどの政府の職にある時には給与の代わりに王領地の一部が貸与された。さらに王領地などを担保として国王に戦費の貸付や軍の動員で協力するなど、国家の運命を左右することが多く、一部のマグナートは国王への不満からロコシュ（rokosz、日本語で「強訴」）と称される反乱を起こすこともあった。その結果、国王の権威が軽んじられて国内を分裂割拠状態に陥れ、後のポーランド分割の遠因となったと非難されることもある。もっとも、中世・近世のポーランド・リトアニア共和国の文化・芸術はマグナートの庇護を受けて発達したという側面も有している。
ポーランド・リトアニア共和国では、「マグナート」にあたる他の呼び名もある。
- Możny – 「有力者」を意味する言葉で、15世紀まで使われ、その後は「マグナート」に置き換わった。
- królik（口語では królewięta） –  「小王」を意味する言葉で、リトアニアやウクライナで特に大きな知行（レーエン）を持つ者を指す。比較的悪い意味で使う（ポーランド語で、król は「王」を意味するが、その愛称 królik は「兎」を意味する。「あのウサギ野郎が…」という具合である）。
- pan – 「殿」のような貴族の敬称（かなり後年にはミスターと同じ敬称になった）。一般貴族（シェラフタ）に対して、他の階級の者が用いる敬称。
- starsi bracia – 「年上の兄弟」「年輩」を意味する言葉。 一般貴族は互いを pan brat（兄御） と呼び合ったが、特にマグナートの場合、ポーランド上院の議員ならばこの呼称を用い、下院議員ならば młodsi bracia（弟御）の呼称を用いた。
- karmazyn – 「深紅（クリムゾン）の者」を意味する言葉で、マグナートが高価な真紅の衣装（特にブーツ）を用いたことから生まれた呼称。

## 日本
- 中世・近世の日本においては大名に相当する[1]。

## 参考資料
- 宮島直機「マグナート」（『歴史学事典 8 人と仕事』（弘文堂、2001年） ISBN 978-4-335-21038-9
- この記事にはアメリカ合衆国内で著作権が消滅した次の百科事典本文を含む: Chisholm, Hugh, ed. (1911). "Magnate". Encyclopædia Britannica (英語). Vol. 17 (11th ed.). Cambridge University Press. p. 319.